# Rhodanthe stuartiana
Rhodanthe stuartiana là một loài thực vật có hoa trong họ Cúc. Loài này được (Sond. & F.Muell. ex Sond. & F.Muell.) Paul G.Wilson miêu tả khoa học đầu tiên năm 1992.